# Jean Mouchet
Pour les articles homonymes, voir Mouchet (homonymie).
Jacques Gaston Jean Mouchet, né au Mans dans la Sarthe le 10 novembre 1890 et mort à Aubagne dans les Bouches-du-Rhône, le 4 octobre 1980, est un auteur, linguiste et ethnologue français, notamment membre de l'équipe scientifique de la Mission Dakar-Djibouti et administrateur colonial. Son père Gaston Mouchet (1862-1942), protestant d'origine charentaise, pédagogue était professeur d'anglais, inspecteur de l'enseignement primaire et auteur d'une vingtaine d'ouvrages pédagogiques. Sa mère Marguerite Nicot (1866-1901), était la fille de Jean-François Nicot (1828-1903), directeur d'école normale d'instituteurs.

## Biographie

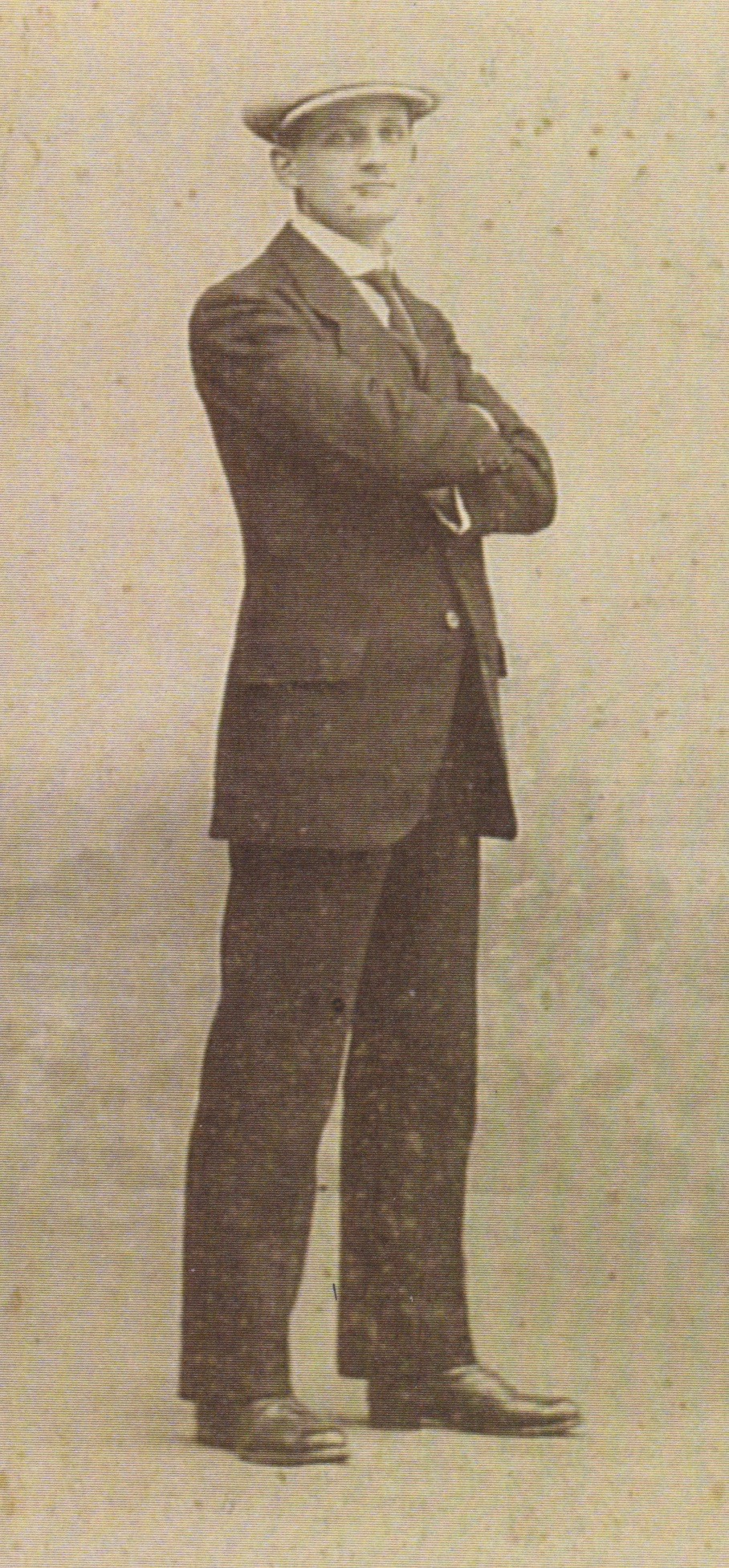
Jean Mouchet à Marseille en 1913

### Études
Ayant passé avec succès le concours des bourses, Jean Mouchet entre au Lycée Condorcet à la rentrée d'octobre 1901 en qualité d'élève du gouvernement. Après avoir obtenu le baccalauréat en 1909, il s'inscrit à la Faculté de droit de Paris, d'où il ressortira en 1910 bachelier en droit, et comme auditeur libre à l'Ecole coloniale. L'année suivante, il s'inscrit à l'École nationale des langues orientales vivantes.

### Carrière militaire
Il effectue son service militaire de 1910 à 1912 dans le 79e régiment d'infanterie de Nancy Meurthe-et-Moselle qu'il achève avec le grade de sergent. En 1913, il travaille pour une société britannique d'import-export qui l'appelle à se déplacer pour la 1re fois en Afrique (Sénégal, Sierra-Leone). Lorsque la Première Guerre mondiale éclate, il se trouve au Sénégal, alors colonie française, où il est aussitôt mobilisé. Il est d'abord affecté au bataillon de l'Afrique-Occidentale française, puis, un mois plus tard, il rejoint le 1er régiment de tirailleurs sénégalais comme sergent instructeur militaire à Saint-Louis du Sénégal. Hospitalisé pour raison de santé, il est affecté, début 1915, au 4e régiment de tirailleurs sénégalais. La même année, il est interprète au camp d'internement de Podor. Fin 1915, il rejoint le bataillon V au Cameroun, alors colonie allemande. Il est ensuite affecté au dépôt des isolés à Douala. Fin 1916, il rejoint le 2e bataillon du régiment du Cameroun. La même année, il est décoré de la Croix de guerre puis de la Médaille coloniale. Début 1918, il est affecté au 1er bataillon du régiment du Cameroun.  
En 1919, il est démobilisé avec le grade de Lieutenant de réserve, le titre de Chevalier de l'Étoile noire du Bénin et est cité à l'ordre de l'armée.

### Carrière coloniale

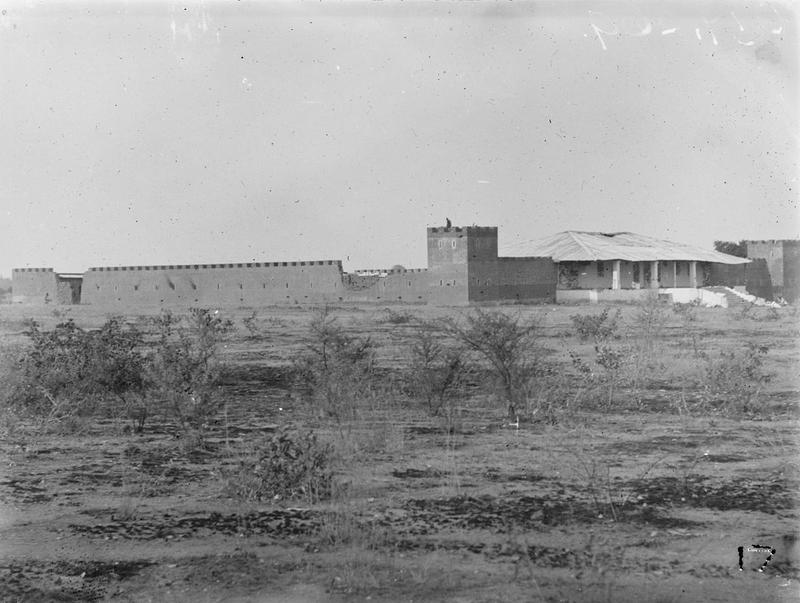
Le fort de Mora en 1914

Pendant toute cette période, il a commencé à s'intéresser aux coutumes locales en apprenant la langue des Toucouleurs. En 1920, il retrouve son emploi commercial de la société d'import-export, cette fois-ci à Kano au Nigéria. En 1924, il quitte son emploi et revient en France. Début 1925, il sollicite, auprès du gouverneur des colonies du Cameroun, un emploi dans l'administration coloniale. En mai de la même année, il occupe son 1er poste de fonctionnaire, adjoint des services civils, à Douala. Fin 1925, il devient agent spécial et juge suppléant à Garoua pour ensuite être nommé chef de Subdivision territoriale à Fort-Foureau. En 1926, il est hospitalisé à la suite d'un accès de paludisme de type comateux. Il est, peu après, nommé chef de subdivision à Mora.  
Fin 1927, il est le premier administrateur civil affecté comme chef de subdivision à Guider où il est notamment chargé de percer des pistes, de participer aux collectes d'impôt, de maintenir l'ordre et de réprimer les actes de résistance à l'autorité coloniale (notamment chez les Kirdi). En 1928, il obtient la reddition du dernier partisan d'un prophète annonçant la « défaite des Blancs ». Fin 1928, il est placé, pendant plusieurs mois, en congé maladie en raison d'une forte crise de palud. Il doit rentrer en France fin 1929, pour s'astreindre à une convalescence prescrite de plusieurs mois. 

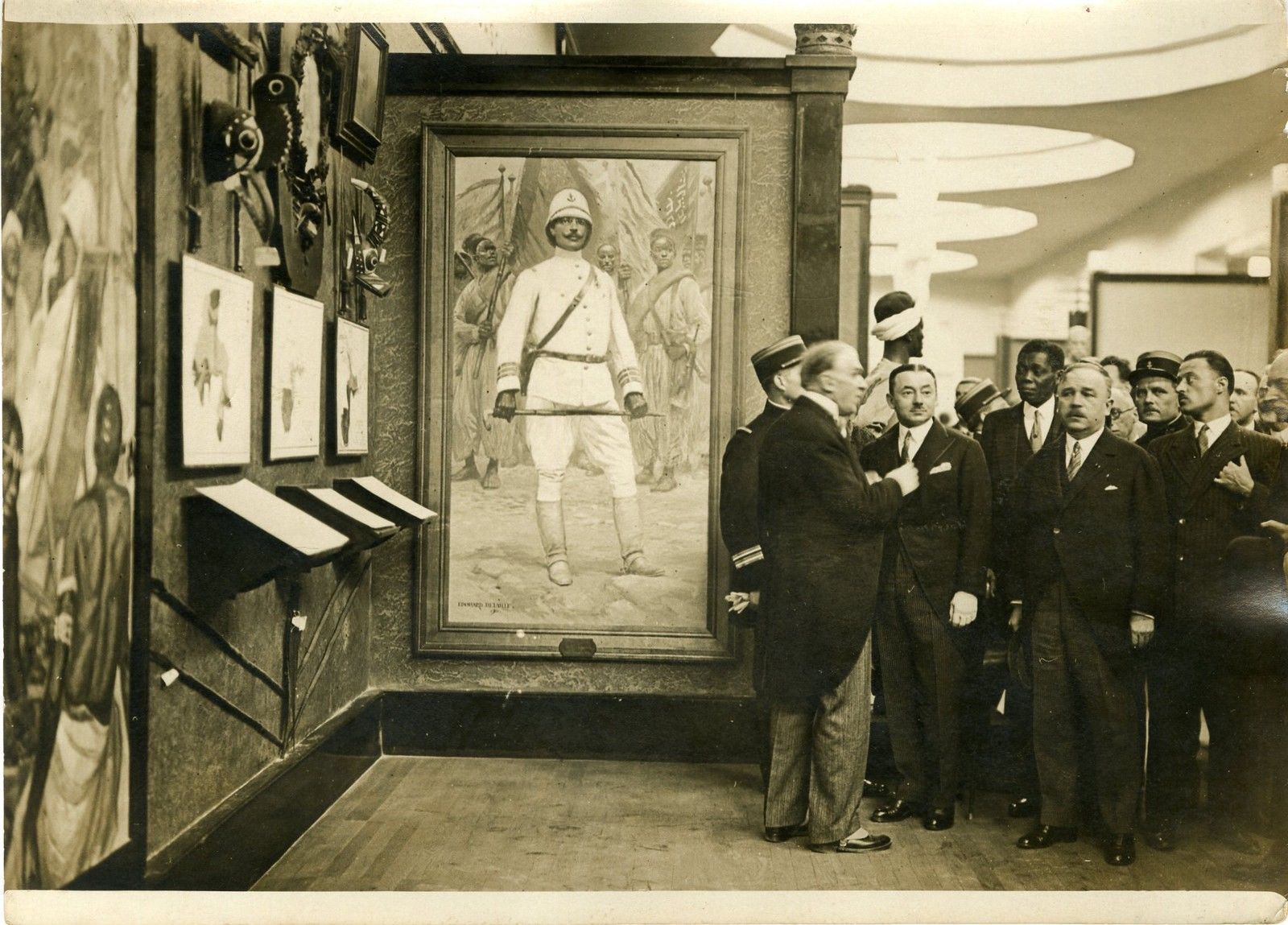
Inauguration de l’Exposition coloniale de 1931 par Paul Reynaud

En mai 1931, il visite l'Exposition coloniale internationale installée au bois de Vincennes. Compte tenu de sa bonne connaissance de l'Afrique et de sa qualité de fonctionnaire colonial, le Ministère des Colonies le place en position de congé hors cadre sans solde du fait de sa participation à la fameuse Mission Dakar-Djibouti qu'il quitte un an plus tard pour rejoindre son nouveau poste au service des finances de Yaoundé. Bénéficiant d'un congé de 6 mois tous les 3 ans, il rentre en France et en profite pour visiter l'Exposition Universelle de 1937. À la fin de son congé, il décide de retourner au Cameroun en traversant le Sahara en station wagon. Le 27 août 1940, faisant suite au ralliement du Commissaire du Cameroun Richard Brunot (1883-1958) (qui se trouve être, par pure coïncidence, le cousin issu de germain de la mère de Jean Mouchet) aux troupes du colonel Philippe Leclerc, il s'engage aussitôt dans les Forces Françaises Libres du Cameroun. À cette époque, Brazzaville, qui était alors la capitale de la France libre, lui confie, du fait de ses connaissances, une mission franco-anglaise à Sokoto (ville) au Nigéria. Un terme fut mis à cette mission lors de la nomination de Pierre Cournarie, par le général De Gaulle en juillet 1943, comme gouverneur général et haut commissaire de l'Afrique Occidentale Française. Plus tard, il sera nommé au grade de Capitaine par le Colonel commandant l'organe central des Forces Françaises Libres. Après la guerre, il travaille pour la section agricole de Maroua et devient le Président du Syndicat d'initiative pour le tourisme de cette ville ainsi que de celle de Mokolo, pendant six ans.

### Retraite
Il fait valoir ses droits à la retraite en 1947 mais reste au Cameroun. En 1956, il épouse sa concubine Hadja Fanta Machy à Maroua qui est originaire de Mayo Loue dans la commune de Guider. Il n'y aura pas d'enfant de cette union. Toutefois, en 1958, le couple adoptera une fillette du Lamido de Maroua. Dans le courant des années 1960, il se voit décerner la Croix du Mérite Camerounais par le Président de la République du Cameroun Ahmadou Ahidjo au cours d'une cérémonie officielle. Il réside au Cameroun jusqu'en 1972, année où il décide, compte tenu de son mauvais état de santé, de rentrer en France et où il décédera en 1980.
Il était membre de la Société des africanistes.
Il repose dans le caveau familial du carré protestant du cimetière de Courlay à Saint-Palais-sur-Mer (Charente-Maritime).

### Liens de parenté
Il était le beau-frère du judoka français Jean Andrivet, le neveu du pédagogue Pierre Estienne, le cousin de Richard Brunot, administrateur colonial puis sénateur et l'oncle de l'auteur et universitaire Patrick Andrivet.

## Apports scientifiques et critiques

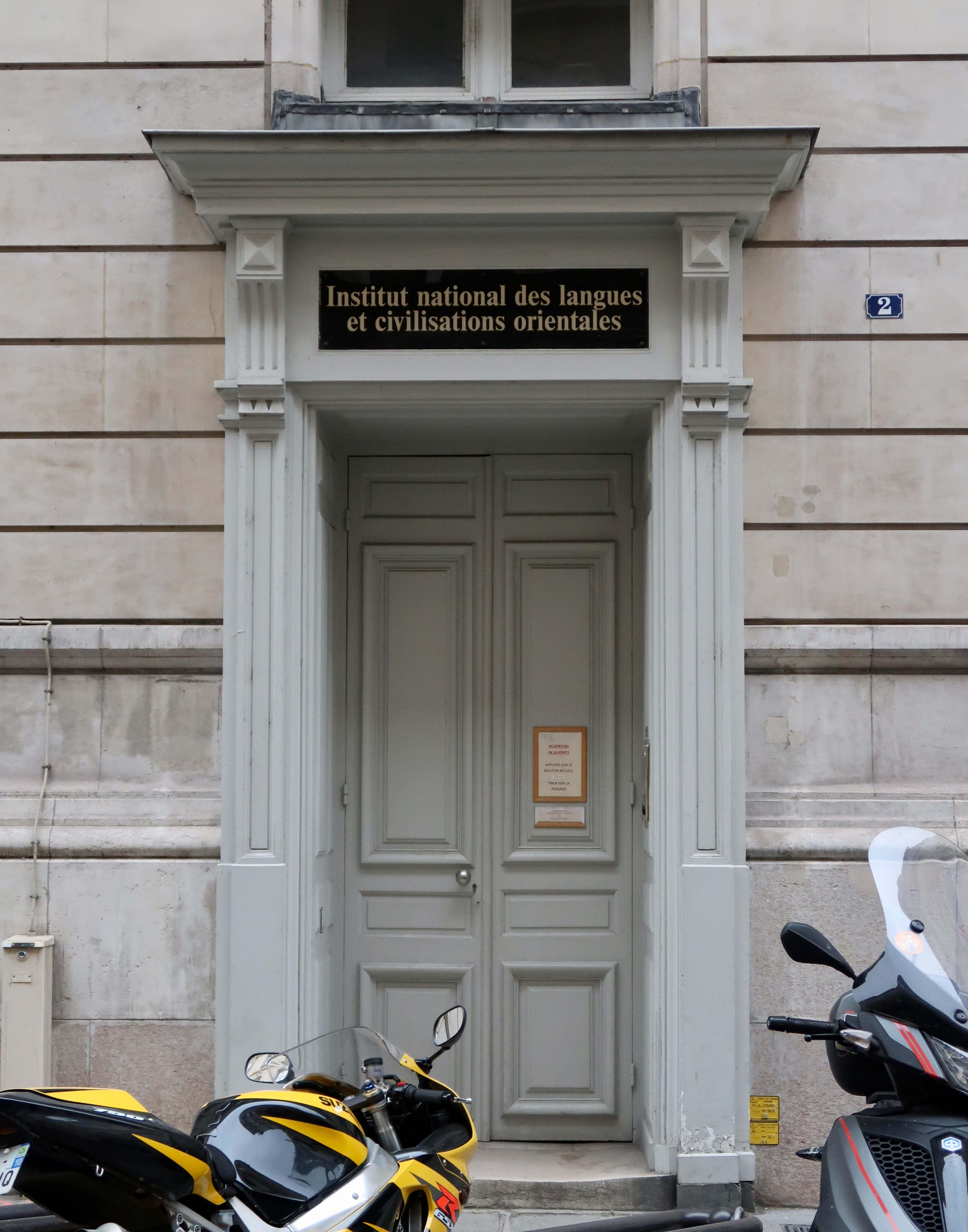
L’INALCO de Paris

Du fait de sa passion pour l'Afrique, Jean Mouchet est devenu un spécialiste de langues africaines comme la langue des Toucouleurs, l'Haoussa, le Peul (ou woldé fulfuldé ou fulani) et l'arabe tchadien qu'il parlait couramment (ainsi que l'anglais et l'allemand) et fit des recherches de toponymie sur les six langues Kirdi de la subdivision de Guider (guider, daba, fali, goudé, njéi, mangbé).
En 1929, il est rapatrié en France pour raison de santé et en profite pour reprendre ses études. En 1930, il suit les cours du professeur Henri Labouret à l'École nationale des langues orientales vivantes, où il s'était déjà inscrit comme auditeur libre en 1910 et où il obtient, cette fois-ci, un diplôme en langues soudanaises avec la mention « très bien ». Il s'inscrit également à l'Institut d'ethnologie où il suit les cours de linguistique descriptive de Marcel Cohen, de linguistique africaine de Lilias Homburger et de Marcel Mauss. En juin 1930, il fait la connaissance de Georges Henri Rivière, sous-directeur du Musée d'Ethnographie du Trocadéro et l'un des promoteurs de la Mission Dakar-Djibouti.

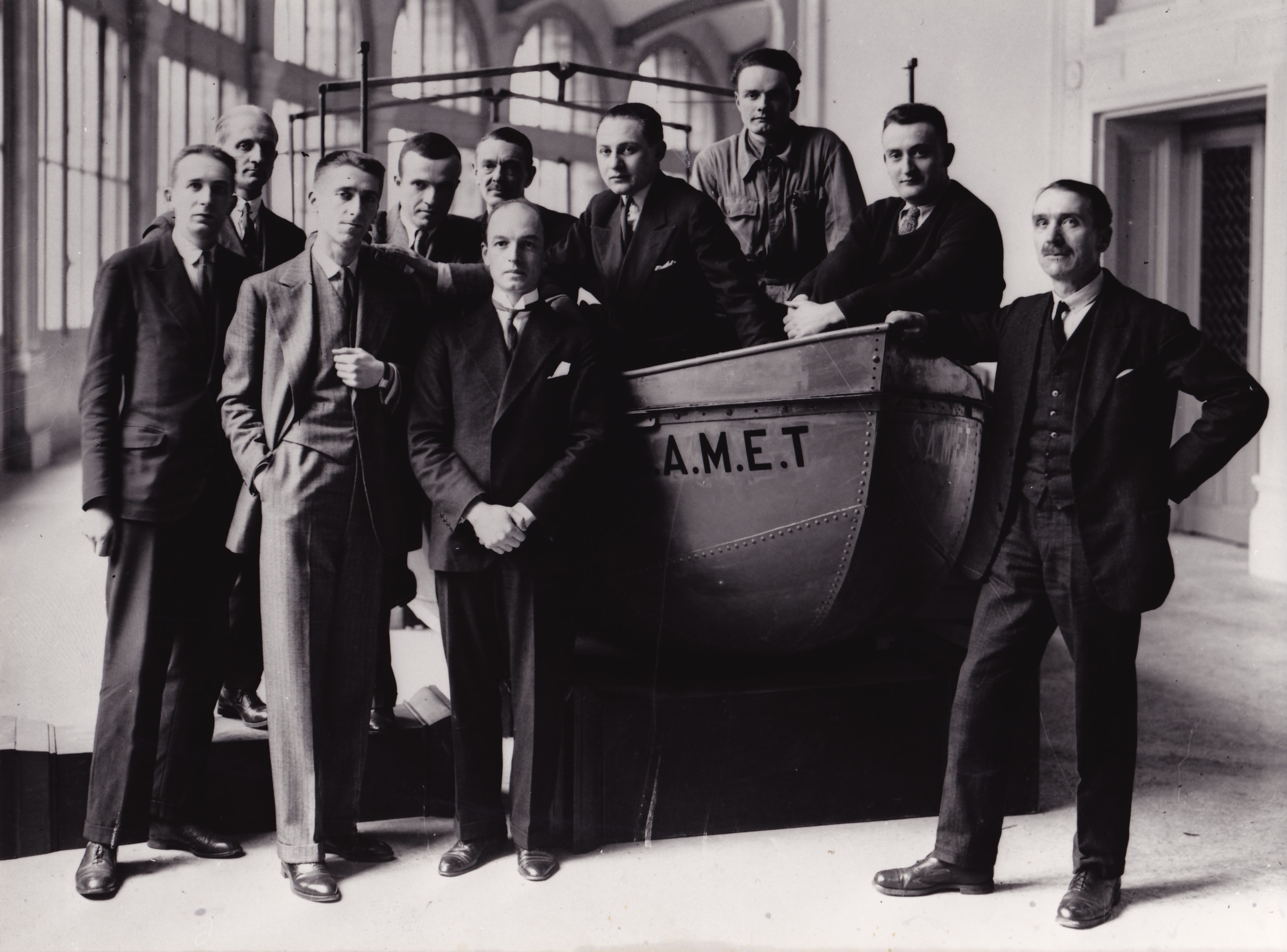
Membres de la Mission Dakar-Djibouti en 1931. Jean Mouchet est le 2ème en partant de la gauche

En 1931, du fait de sa parfaite connaissance du Cameroun, future étape de la mission, il fait partie de l'équipe scientifique de la Mission Dakar-Djibouti dirigée par Marcel Griaule, aux côtés de Marcel Larget, Michel Leiris, André Schaeffner, Deborah Lifchitz, Éric Lutten et Gaston-Louis Roux dans laquelle il a pour tâche de recueillir des listes de vocabulaires auprès de jeunes élèves et de transcrire puis traduire des chants et des contes. Il est le seul fonctionnaire colonial (Adjoint des Services civils du Cameroun) à faire partie de la mission et le membre qui possède la plus longue expérience de l'Afrique. À Kita et à Bamako, il recueille plus de 130 chants de circoncis auprès de jeunes élèves de l'école primaire. Il produira également d'importantes descriptions sur 15 parlers du Nord-Cameroun ainsi que les parlers dogon et bozo.
Lors du passage de l'équipe au Cameroun en 1932, il quitte, le 20 février, la Mission prématurément pour rejoindre son nouveau poste au service des finances de Yaoundé.
Il continuera toutefois sur place à travailler sur les parlers locaux et publiera différentes études entre 1938 et 1966, date à laquelle il publie son dernier article sur le parler daba.
Fin 1943, à la demande du Commissaire René Pleven, il est chargé, par l'Institut français d'Afrique noire, d'une mission de prospection ethnologique des monts Mandara de 1944 à 1947 qui fera l'objet de différents articles dans les bulletins des Études Camerounaises entre 1947 et 1957. Parallèlement, il mène des missions pour le Centre national de la recherche scientifique et l'Université de Yaoundé.

## Publications

### Articles
- Jean Mouchet, « Vocabulaires comparatifs de 15 parlers du Nord-Cameroun[19] », Journal des Africanistes, vol. 8, no 2,‎ 1938, p. 123-143 (lire en ligne, consulté le 12 avril 2021). Et in Bulletin De La Société Des Études Camerounaises 29/30: 5-74, 1950. Cet article est également reproduit intégralement in Cahier Dakar-Djibouti (pages 585 à 611) d'Eric Jolly et Marianne Lemaire, Editions les Cahiers, juillet 2015
- Jean Mouchet, « Notes de divination Langues masa et Toupuri », Bulletin De La Société D'Études Camerounaises, no ?,‎ 1943
- Jean Mouchet, « Méthode d'enquête linguistique », conférence donnée à la radiodiffusion de Douala,‎ 11 décembre 1943
- Jean Mouchet, « Rites agraires et classes d'âge », Bulletin De La Société D'Études Camerounaises, no 6,‎ juin 1944, p. 51-61
- Jean Mouchet, « Douvangar, etc. », Bulletin De La Société D'Études Camerounaises, no 6,‎ juin 1944, p. 61-73
- Jean Mouchet, « 1ers principes de Peul d'Adamaoua (dialecte Maroua) », Bulletin De La Société D'Études Camerounaises,‎ 1946, p. 61-73
- Jean Mouchet, « Quatre recettes de poisons à flèches utilisées par les animistes de la région du Nord-Cameroun : Notes africaines », IFAN, no 29,‎ janvier 1946, p. 106[20]
- Jean Mouchet, « Note sur la conversion à l'islamisme, en 1715 de la Tribu Wandala (région du Nord-Cameroun, subdivision de Mora) : Renseignements recueillis le 16 juin 1946 de la bouche de Liman Umaté, marabout du Sultan », Bulletin De La Société D'Études Camerounaises, nos 15-16,‎ septembre-décembre 1946, p. 61-73
- Jean Mouchet, adjoint principal des Services Civils, « Prospections ethnologiques sommaires de quelques massifs du Mandara (Monts Mboku, Hurza, Mora) », Bulletin De La Société D'Études Camerounaises, nos 19-20,‎ mars-juin 1947, p. 61-73 (lire en ligne)
- Jean Mouchet, « Prospection ethnologique sommaire dans les montagnes du Mandara (Mont Udham) », Bulletin De La Société D'Études Camerounaises, nos 19-20,‎ septembre-décembre 1947
- Jean Mouchet, « Prospection ethnologique de quelques massifs du Mandara », Bulletin De La Société D'Études Camerounaises, nos 21-22,‎ 1948, p. 105-119
- Jean Mouchet, « Prospection ethnologique sommaire du Massif Zelgwa », Bulletin De La Société D'Études Camerounaises, vol. 2, nos 39-54,‎ 1949
- Jean Mouchet, « Esquisse grammaticale du parler Juman », Bulletin de l'Institut d'études centrafricaines, Brazzaville, nos 7/8,‎ 1954, p. 171/185 (lire en ligne)
- Jean Mouchet, « Prospection ethnologique sommaire des massifs du Mandara », Bulletin De La Société D'Études Camerounaises, Brazzaville, no 55,‎ 1957, p. 3-15
- Jean Mouchet, « Étude ethnologique dans les montagnes du Mandara (Mont Podoko) », (non publié), Collection privée,‎ années 1950
- Jean Mouchet, « Contribution à l'étude du Gula (Tchad) », Bulletin de l'Institut Français de l'Afrique Noire, vol. Tome XX, nos 3-4,‎ juillet-octobre 1958
- Jean Mouchet, « Le parler daba », Bulletin De La Société D'Études Camerounaises, no 10,‎ 1966, p. 7-266